# DFB-Pokal 2011-2012
La DFB-Pokal 2011-2012 stata la 69ª edizione della Coppa di Germania, è iniziata il 29 luglio 2011 e si è conclusa il 12 maggio 2012, con la finale disputata allo Stadio Olimpico di Berlino tra Borussia Dortmund e Bayern Monaco.

## Club partecipanti
64 squadre hanno preso parte al primo turno della competizione.
| Fußball-Bundesliga 2010-2011 tutte le squadre | 2. Fußball-Bundesliga 2010-2011 tutte le squadre | 3. Liga 2010-2011 le prime 4 squadre                                          | Squadre vincitrici delle coppe regionali |
| - Borussia Dortmund - Bayer Leverkusen - Bayern Monaco - Hannover 96 - Magonza - Norimberga - Kaiserslautern - Amburgo - Friburgo - Colonia - Hoffenheim - Stoccarda - Werder Brema - Schalke 04 - Wolfsburg - Borussia Mönchengladbach - Eintracht Francoforte - St. Pauli | - Hertha Berlino - Augusta - Bochum - Greuther Fürth - FC Erzgebirge Aue - Energie Cottbus - Fortuna Düsseldorf - Duisburg - Monaco 1860 - Alemannia Aachen - Union Berlino - Paderborn - FSV Francoforte - FC Ingolstadt 04 - Karlsruher SC - Osnabrück - Rot-Weiß Oberhausen - Arminia Bielefeld | - Eintracht Braunschweig - Hansa Rostock - Dinamo Dresda - SV Wehen Wiesbaden | - Sandhausen (Baden Settentrionale) - Jahn Regensburg (Baviera) - SpVgg Unterhaching (Baviera) - BFC Dynamo (Berlino) - SV Babelsberg 03 (Brandenburgo) - FC Oberneuland (Brema) - Eimsbütteler TV (Amburgo) - Hessen Kassel (Assia) - Anker Wismar (Meclemburgo-Pomerania Anteriore) - Germania Windeck (Renania Centrale) - Rot-Weiss Essen (Renania Meridionale) - Kickers Emden (Bassa Sassonia) - VfB Oldenburg (Bassa Sassonia) - Eintracht Trier (Renania) - 1. FC Saarbrücken (Saarland) - RB Leipzig (Sassonia) - Hallescher FC (Sassonia-Anhalt) - Holstein Kiel (Schleswig-Holstein) - FC Teningen (Sud Baden) - SVN Zweibrücken (Sud Est) - ZFC Meuselwitz (Turingia) - SC Wiedenbrück 2000 (Vestfalia) - Rot-Weiß Ahlen (Vestfalia) - 1. FC Heidenheim (Württemberg) |

## Calendario
Questo il calendario della competizione:
- Primo turno: 29 luglio/1º agosto 2011
- Secondo turno: 25/26 ottobre 2011
- Ottavi di finale: 20/21 dicembre 2011
- Quarti di finale: 7/8 febbraio 2012
- Semifinali: 20/21 marzo 2011
- Finale: 12 maggio 2011.

## Primo turno
Le partite si giocano tra il 29 luglio e il 1º agosto 2011.
| Squadra 1              | Risultato         | Squadra 2             |
| ---------------------- | ----------------- | --------------------- |
| Saarbrücken            | 1 – 3 (dts)       | Erzgebirge Aue        |
| RB Lipsia              | 3 – 2             | Wolfsburg             |
| Wehen Wiesbaden        | 1 – 2             | Stoccarda             |
| Osnabrück              | 2 – 3 (dts)       | Monaco 1860           |
| Jahn Ratisbona         | 1 – 3             | Borussia M'gladbach   |
| Rot-Weiss Essen        | 2 – 2 (4 – 3 dcr) | Union Berlino         |
| BFC Dynamo             | 0 – 3             | Kaiserslautern        |
| Hallescher             | 0 – 2             | Eintracht Francoforte |
| Heidenheim             | 2 – 1             | Werder Brema          |
| Dinamo Dresda          | 4 – 3 (dts)       | Bayer Leverkusen      |
| Eintracht Treviri      | 2 – 1             | St. Pauli             |
| Arminia Bielefeld      | 1 – 5             | Norimberga            |
| Rot Weiss Ahlen        | 0 – 10            | Paderborn             |
| Babelsberg             | 0 – 2             | Duisburg              |
| Oldenburg              | 1 – 2             | Amburgo               |
| Holstein Kiel          | 3 – 0             | Energie Cottbus       |
| Sandhausen             | 0 – 3             | Borussia Dortmund     |
| Hansa Rostock          | 2 – 2 (3 – 5 dcr) | Bochum                |
| Kickers Emden          | 1 – 5 (dts)       | FSV Francoforte       |
| RW Oberhausen          | 1 – 2 (dts)       | Augusta               |
| Oberneuland            | 1 – 4             | Ingolstadt 04         |
| Unterhaching           | 3 – 2             | Friburgo              |
| Karlsruhe              | 3 – 1             | Alemannia Aquisgrana  |
| Eimsbütteler TV        | 0 – 10            | Greuther Fürth        |
| Anker Wismar           | 0 – 6             | Hannover 96           |
| Meuselwitz             | 0 – 4             | Hertha Berlino        |
| Germania Windeck       | 1 – 3 (dts)       | Hoffenheim            |
| Teningen               | 1 – 11            | Schalke 04            |
| Hessen Kassel          | 0 – 3             | Fortuna Düsseldorf    |
| SVN Zweibrücken        | 1 – 2 (dts)       | Magonza               |
| Wiedenbrück            | 0 – 3             | Colonia               |
| Eintracht Braunschweig | 0 – 3             | Bayern Monaco         |

## Secondo turno
Al secondo turno si sono qualificate le formazioni seguenti.
| Bundesliga | 2. Bundesliga | 3. Liga e serie minori                                                            |
| Stoccarda Borussia M'gladbach Kaiserslautern Augusta Norimberga Amburgo Borussia Dortmund Hannover 96 Hoffenheim Hertha Berlino Colonia Schalke 04 Magonza Bayern Monaco | Erzgebirge Aue Monaco 1860 Paderborn Duisburg Bochum FSV Francoforte Eintracht Francoforte Dinamo Dresda Greuther Fürth Ingolstadt 04 Karlsruhe Fortuna Düsseldorf | Rot-Weiss Essen Heidenheim Holstein Kiel Eintracht Treviri RB Lipsia Unterhaching |

Segue la tabella degli incontri del secondo turno (25-26 ottobre). Il sorteggio è stato effettuato il 6 agosto 2011.
| Squadra 1             | Risultato         | Squadra 2           |
| --------------------- | ----------------- | ------------------- |
| Holstein Kiel         | 2 - 0             | Duisburg            |
| RB Lipsia             | 0 - 1             | Augusta             |
| Unterhaching          | 1 - 4             | Bochum              |
| Eintracht Treviri     | 1 - 2 (dts)       | Amburgo             |
| Heidenheim            | 0 - 0 (3 – 4 dcr) | Borussia M'gladbach |
| Rot-Weiss Essen       | 0 - 3             | Hertha Berlino      |
| Borussia Dortmund     | 2 - 0             | Dinamo Dresda       |
| Greuther Fürth        | 4 - 0             | Paderborn           |
| Erzgebirge Aue        | 1 - 2             | Norimberga          |
| Hoffenheim            | 2 - 1             | Colonia             |
| Hannover 96           | 0 - 1             | Magonza             |
| Fortuna Düsseldorf    | 3 - 0             | Monaco 1860         |
| Bayern Monaco         | 6 - 0             | Ingolstadt 04       |
| Stoccarda             | 3 - 0             | FSV Francoforte     |
| Eintracht Francoforte | 0 - 1             | Kaiserslautern      |
| Karlsruhe             | 0 - 2             | Schalke 04          |

## Ottavi di finale
Agli ottavi sono qualificate le formazioni seguenti.
| Bundesliga | 2. Bundesliga                            | 3. Liga e serie minori |
| Stoccarda Borussia M'gladbach Kaiserslautern Augusta Norimberga Amburgo Borussia Dortmund Hoffenheim Hertha Berlino Schalke 04 Magonza Bayern Monaco | Bochum Greuther Fürth Fortuna Düsseldorf | Holstein Kiel          |

Segue la tabella degli incontri degli ottavi (20-21 dicembre 2011). Il sorteggio è stato effettuato il 30 ottobre 2011.
| Squadra 1           | Risultato         | Squadra 2         |
| ------------------- | ----------------- | ----------------- |
| Bochum              | 1 - 2             | Bayern Monaco     |
| Norimberga          | 0 - 1             | Greuther Fürth    |
| Hoffenheim          | 2 - 1             | Augusta           |
| Fortuna Düsseldorf  | 0 - 0 (4 - 5 dtr) | Borussia Dortmund |
| Hertha Berlino      | 3 - 1             | Kaiserslautern    |
| Holstein Kiel       | 2 - 0             | Magonza           |
| Stoccarda           | 2 - 1             | Amburgo           |
| Borussia M'gladbach | 3 - 1             | Schalke 04        |

## Quarti di finale
Le partite si giocano il 7 e l'8 febbraio 2012. Il sorteggio è stato effettuato il 21 dicembre 2011.
| Squadra 1      | Risultato | Squadra 2           |
| -------------- | --------- | ------------------- |
| Holstein Kiel  | 0 - 4     | Borussia Dortmund   |
| Hoffenheim     | 0 - 1     | Greuther Fürth      |
| Hertha Berlino | 0 - 2     | Borussia M'gladbach |
| Stoccarda      | 0 - 2     | Bayern Monaco       |

| Arbitro: | Felix Zwayer |

|  |           |                                                    |
|  | Marcatori | 11’ Lewandowski 18’ Kagawa 80’ Barrios 87’ Perišić |

| Arbitro: | Marco Fritz |

|  |           |            |
|  | Marcatori | 44’ Occean |

| Arbitro: | Felix Brych |

|  |           |                                |
|  | Marcatori | 101’ (rig.) Daems 120+2’ Wendt |

| Arbitro: | Florian Meyer |

|  |           |                      |
|  | Marcatori | 30’ Ribéry 46’ Gómez |

## Semifinali
Le partite si giocano il 20 e il 21 marzo 2012. Il sorteggio è stato effettuato l'11 febbraio 2012.
| Squadra 1           | Risultato         | Squadra 2         |
| ------------------- | ----------------- | ----------------- |
| Greuther Fürth      | 0 - 1 (dts)       | Borussia Dortmund |
| Borussia M'gladbach | 0 - 0 (2 - 4 dcr) | Bayern Monaco     |

| Arbitro: | Florian Meyer |

|  |           |               |
|  | Marcatori | 120’ Gündoğan |

| Arbitro: | Thorsten Kinhöfer |

|                                |                      |                         |
| Daems Herrmann Dante Nordtveit | Tiri di rigore 2 – 4 | Alaba Ribéry Lahm Kroos |

## Finale
| Arbitro: | Peter Gagelmann |

|                                                        |           |                              |
| Kagawa 3’ Hummels 41’ (rig.) Lewandowski 45+1’ 58’ 82’ | Marcatori | 25’ (rig.) Robben 75’ Ribéry |

| Borussia Dortmund | Bayern Monaco |

| BORUSSIA DORTMUND: |    |                      |     |     |
|                    |    |                      |     |     |
| P                  | 1  | Roman Weidenfeller   | 23’ | 34’ |
| TD                 | 26 | Łukasz Piszczek      |     |     |
| DC                 | 4  | Neven Subotić        |     |     |
| DC                 | 15 | Mats Hummels         | 82’ |     |
| TS                 | 29 | Marcel Schmelzer     |     |     |
| CC                 | 21 | İlkay Gündoğan       |     |     |
| CC                 | 5  | Sebastian Kehl (c)   |     |     |
| TRQ                | 16 | Jakub Błaszczykowski | 84’ |     |
| TRQ                | 19 | Kevin Großkreutz     |     |     |
| TRQ                | 23 | Shinji Kagawa        | 81’ |     |
| A                  | 9  | Robert Lewandowski   |     |     |
| Sostituzioni:      |    |                      |     |     |
| POR                | 20 | Mitchell Langerak    |     | 34’ |
| DIF                | 27 | Felipe Santana       |     |     |
| CEN                | 7  | Moritz Leitner       |     |     |
| CEN                | 11 | Mario Götze          |     |     |
| CEN                | 14 | Ivan Perišić         | 84’ |     |
| CEN                | 22 | Sven Bender          | 81’ |     |
| ATT                | 18 | Lucas Barrios        |     |     |
| Allenatore:        |    |                      |     |     |
| Jürgen Klopp       |    |                      |     |     |

| BAYERN MONACO: |    |                        |     |     |
|                |    |                        |     |     |
| P              | 1  | Manuel Neuer           |     |     |
| TD             | 21 | Philipp Lahm (c)       |     |     |
| DC             | 17 | Jérôme Boateng         |     |     |
| DC             | 28 | Holger Badstuber       | 51’ |     |
| TS             | 27 | David Alaba            |     |     |
| CC             | 30 | Luiz Gustavo           |     | 46’ |
| CC             | 31 | Bastian Schweinsteiger |     |     |
| TRQ            | 10 | Arjen Robben           |     |     |
| TRQ            | 7  | Franck Ribéry          |     |     |
| TRQ            | 39 | Toni Kroos             |     |     |
| A              | 33 | Mario Gómez            | 87’ |     |
| Sostituzioni:  |    |                        |     |     |
| POR            | 22 | Hans-Jörg Butt         |     |     |
| DIF            | 13 | Rafinha                |     |     |
| DIF            | 26 | Diego Contento         |     |     |
| CEN            | 23 | Danijel Pranjić        |     |     |
| CEN            | 25 | Thomas Müller          |     | 46’ |
| CEN            | 44 | Anatoliy Tymoshchuk    |     |     |
| ATT            | 11 | Ivica Olić             |     |     |
| Allenatore:    |    |                        |     |     |
| Jupp Heynckes  |    |                        |     |     |

| Assistenti Arbitrali: Matthias Anklam Sascha Thielert Quarto Uomo: Marco Fritz |